# 赫尼茲代奇納河

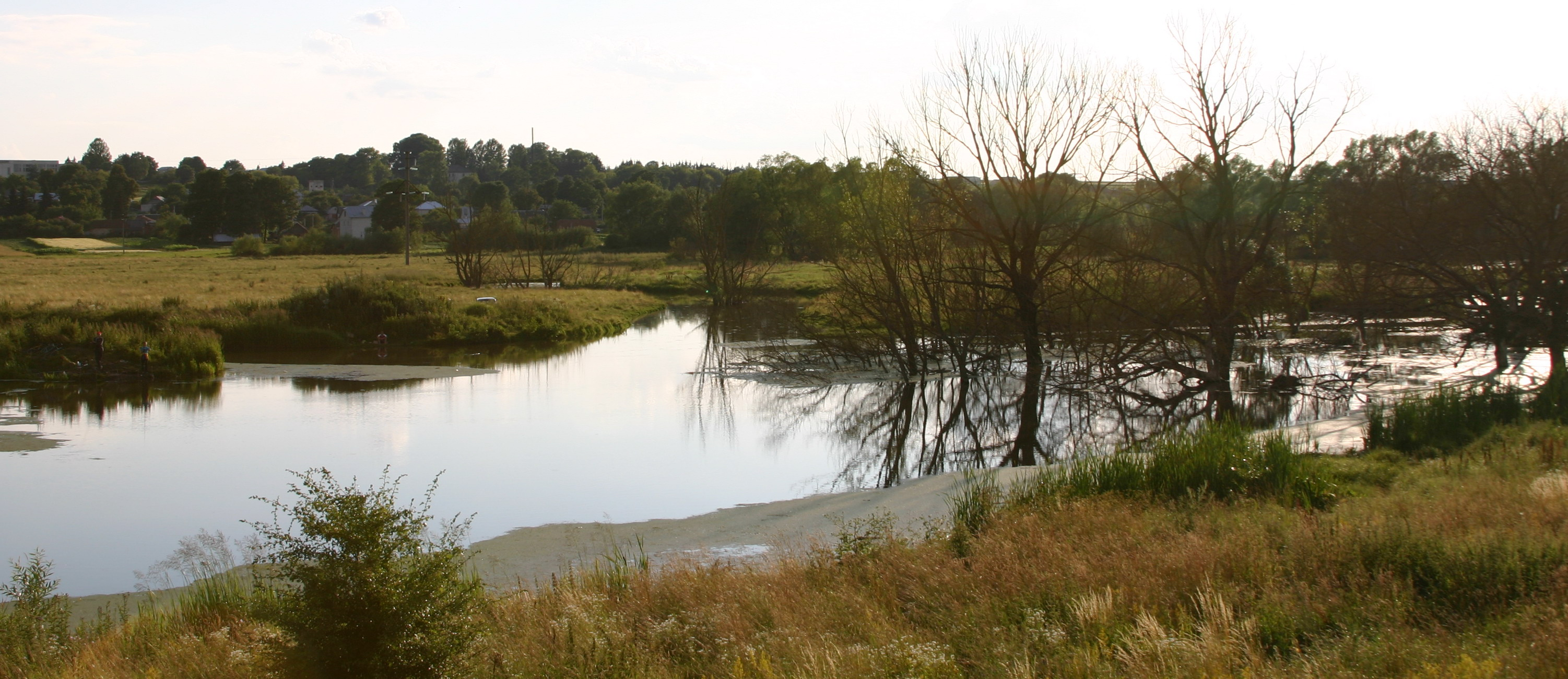

赫尼茲代奇納河（羅馬化：Hnizdechna）是烏克蘭的河流，位於該國西部捷爾諾波爾州，屬於赫尼茲納河的支流，發源自扎魯佳以北，流經茲巴拉日區，河道全長39公里，流域面積264平方公里。